# Mario Rivera
Mario Rivera (22 de julio de 1939 - 10 de agosto de 2007) fue un músico multinstrumentista, compositor y arreglista dominicano.
Rivera nació en Santo Domingo y emigró a Nueva York, Estados Unidos en 1961 donde al poco tiempo se hizo conocer como un gran músico de jazz. 
Es reconocido por haber tocado con afamadas orquestas de jazz junto a figuras como Machito, Mario Bauzá, Chico O'Farrill, Tito Rodríguez, Michel Camilo, Eddie Palmieri, Sonny Stitt, Roy Haynes, George Coleman , Tito Puente y Dave Valentin.
Durante su carrera perteneció a la Orquesta de la Naciones Unidas de Dizzy Gillespie.
Mario Rivera murió de un linfoma el 10 de agosto de 2007 en Nueva York.

## Discografía
- El Comandante - 1994

Con Dizzy Gillespie
- Afro-Cuban Jazz Moods (Pablo, 1975) - con Machito
- Live at the Royal Festival Hall (Enja, 1989)
- The Winter in Lisbon (Milan, 1990).